# Campeonato Mundial de Tiro con Arco al Aire Libre de 2009
El XLV Campeonato Mundial de Tiro con Arco al Aire Libre se celebró en Ulsan (Corea del Sur) entre el 1 y el 9 de septiembre de 2009 bajo la organización de la Federación Internacional de Tiro con Arco (FITA) y la Federación Surcoreana de Tiro con Arco.
Las competiciones se realizaron en el Campo de Tiro con Arco Internacional de Ulsan Munsu.

## Medallistas

### Masculino
| Evento                            | Oro                                                      | Plata                                                           | Bronce                                                                |
| --------------------------------- | -------------------------------------------------------- | --------------------------------------------------------------- | --------------------------------------------------------------------- |
| Arco recurvo individual (09.09)   | Lee Chang-Hwan Corea del Sur                             | Im Dong-Hyun Corea del Sur                                      | Viktor Ruban · Ucrania                                                |
| Arco recurvo por equipo (08.09)   | Im Dong-Hyun Lee Chang-Hwan Oh Jin-Hyek Corea del Sur    | Thomas Aubert Romain Girouille Jean-Charles Valladont Francia   | Hideki Kikuchi Hiroshi Yamamoto Hiroyuki Yoshinaga Japón              |
| Arco compuesto individual (09.09) | Reo Wilde Estados Unidos                                 | Liam Grimwood Reino Unido                                       | Stephen Clifton Nueva Zelanda                                         |
| Arco compuesto por equipo (08.09) | Dave Cousins Braden Gellenthien Reo Wilde Estados Unidos | Vladimir Fedosov · Danzan Jaludorov · Anton Jlyshchenko · Rusia | Rigoberto Hernández · Roberto Hernández · Jorge Jiménez · El Salvador |

### Femenino
| Evento                            | Oro                                                                        | Plata                                                 | Bronce                                                         |
| --------------------------------- | -------------------------------------------------------------------------- | ----------------------------------------------------- | -------------------------------------------------------------- |
| Arco recurvo individual (09.09)   | Joo Hyun-Jung Corea del Sur                                                | Kwak Ye-Ji Corea del Sur                              | Natalia Sánchez · Colombia                                     |
| Arco recurvo por equipo (08.09)   | Joo Hyun-Jung Kwak Ye-Ji Yun Ok-Hee Corea del Sur                          | Miki Kanie Asako Matsunaga Sayami Matsushita Japón    | Tatiana Borodai · Natalia Erdyniyeva · Tatiana Seguina · Rusia |
| Arco compuesto individual (09.09) | Albina Loguinova · Rusia                                                   | Jorina Coetzee Sudáfrica                              | Laura Longo · Italia                                           |
| Arco compuesto por equipo (08.09) | Viktoriya Balzhanova · Albina Loguinova · Yekaterina Korobeinikova · Rusia | Kwon Oh-Hyang Seo Jung-Hee Seok Ji-Hyun Corea del Sur | Erika Anschutz Kendal Nicely Diane Watson Estados Unidos       |

## Medallero
| Núm. | País           | Oro | Plata | Bronce | Total |
| ---- | -------------- | --- | ----- | ------ | ----- |
| 1    | Corea del Sur  | 4   | 3     | 0      | 7     |
| 2    | Rusia          | 2   | 1     | 1      | 4     |
| 3    | Estados Unidos | 2   | 0     | 1      | 3     |
| 4    | Japón          | 0   | 1     | 1      | 2     |
| 5    | Francia        | 0   | 1     | 0      | 1     |
| 5    | Reino Unido    | 0   | 1     | 0      | 1     |
| 5    | Sudáfrica      | 0   | 1     | 0      | 1     |
| 8    | Colombia       | 0   | 0     | 1      | 1     |
| 8    | El Salvador    | 0   | 0     | 1      | 1     |
| 8    | Italia         | 0   | 0     | 1      | 1     |
| 8    | Nueva Zelanda  | 0   | 0     | 1      | 1     |
| 8    | Ucrania        | 0   | 0     | 1      | 1     |
|      | TOTAL          | 8   | 8     | 8      | 24    |